# Varga István (újságíró)
Varga István (Kaposvár, 1956. december 20.) újságíró, irodalomtörténész, egyetemi oktató. .

## Életpályája
Szülei: Varga István és Popovics Ilona. 1976-1979 között a Kaposvári Tanítóképző Főiskola hallgatója. 1987-ben az ELTE Bölcsészettudományi Kar magyar szakán végzett. 1982-1988 között a Somogyi Néplap kulturális rovatának munkatársa. 1983-ban elvégezte a MÚOSZ Újságíró Iskolát. 1989-ben a Somogyország című független hetilap alapító főszerkesztője. 1990-től a Más Kor című irodalmi periodika alapító főszerkesztője. 1991-1999 között a Kapos Tv és Rádió ügyvezető igazgatója és főszerkesztője. 1991-1996 között a Népszabadság Somogy megyei tudósítója. 1996-1999 között a Magyar Hírlap dél-dunántúli regionális szerkesztője. 1997-2000 között a Magyar Televízió Pécsi Körzeti Stúdiójának vezető helyettese. 2001-2008 között a Somogy című irodalmi folyóirat főszerkesztője. 2002 óta a Kaposvári Egyetem Kommunikáció- és Médiatudományi Tanszék adjunktusa, 2007-2010 között megbízott tanszékvezetője. 2003-2004 között a kaposvári Enjoy Rádió ügyvezető igazgatója. 2007 óta a Kaposvári Egyetem Kommunikáció- és Médiatudományi Tanszékének megbízott vezetője, a Takáts Gyula Irodalmi Alapítvány kurátora. 2009-ben doktori címet szerzett az ELTE Irodalomtudományi Doktori Iskolájában. Témája: a prózaíró Takáts Gyula. Húsz esztendőn át dolgozott a Berzsenyi Dániel Irodalmi és Művészeti Társaságban, ahol öt éven át a főtitkári posztot is betöltötte. Egy közösségi oldalon rendszeresen jelentkezik helytörténeti szempontból érdekes jegyzetekkel.

## Művei
- Városunk (jegyzetek, 1992)
- Kujtorgók (portrék, riportok, 1997)
- „…mintha több oldalról kapnám a fényt…” A prózaíró Takáts Gyula (2007)
- Morzsák a száznegyven éves asztalról (tárcák, portrék, riportok, 2013)
- Ágaskodva, Pannóniában. Alkalmi írások; Balaton Akadémia, Keszthely, 2014 (Más kor könyvek)
- Hűs vizeknek íze. Esszék, tanulmányok; Balaton Akadémia, Keszthely, 2014 (Más kor könyvek)

## Díjai, kitüntetései
- A Somogyi Néplap Nívódíja (1986)
- Somogy Megye Újságírói Nívódíja (1992)
- Kaposvár Szolgálatáért (1997)
- A Magyar Köztársasági Érdemrend lovagkeresztje (polgári tagozat) (2007)